# Флерт (албум)
Флерт (F.L.E.R.T) је седми студијски албум фолк певачице Јоване Типшин, издат 2005. године за Гранд продакшн. Овај албум је донео велику популарност певачици, и нову публику, а песме Флерт и У твоме телефону су постале велики хитови. За обе песме снимљени су музички спотови. Албум је поред турбофолка имао и денс и електропоп песме. Пратеће вокале певале су Соња Митровић Хани, Снежана Ђуришић и Ивана Селаков. И на овом албуму већину песама радио је Драган Брајовић Браја.

## Списак песама
Аутор(и) свих текстова: Драган Брајовић Браја песме 1, 2, 5, 6, 9 Бранислав Самарџић 3, 4, 8 и песма 7 Зоран Василић, аутор(и) свих песама: Драган Брајовић Браја (1,2,5,6,9), Бранислав Самарџић (3, 4, 8) и Зоран Василић (7).
| №  | Назив                 | Трајање |  |
| 1. | Флерт                 | 4:00    |  |
| 2. | У твом телефону       | 3:55    |  |
| 3. | Лепо се проведи       | 3:21    |  |
| 4. | Све ватре срца мог    | 3:23    |  |
| 5. | Нећу да те мрзим      | 4:06    |  |
| 6. | Извештај              | 3:47    |  |
| 7. | Трбушна плесачица     | 3:14    |  |
| 8. | Постало је срцу тесно | 3:06    |  |
| 9. | Ген за љубав          | 3:27    |  |